# 津山城

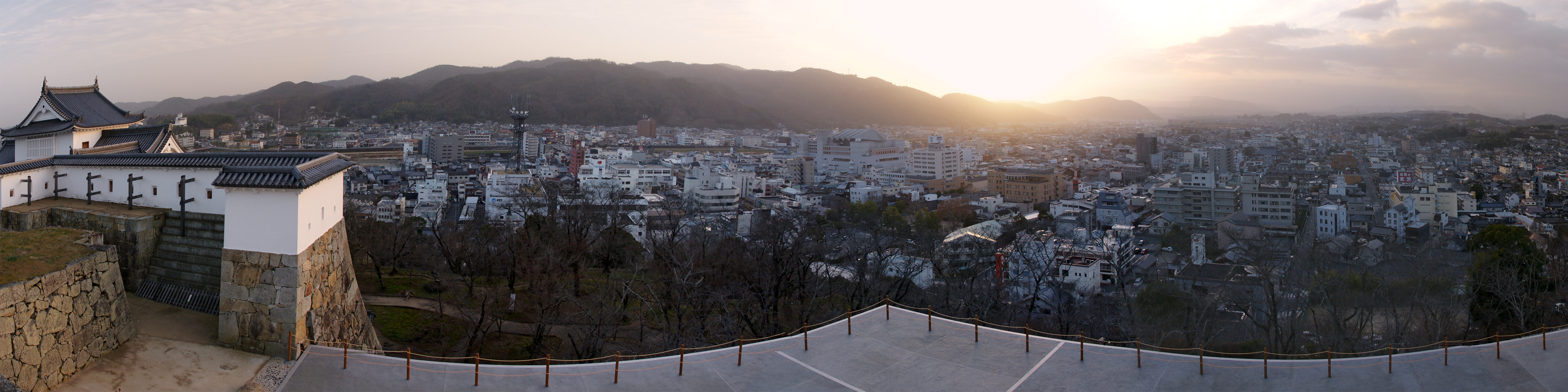
天守台から望む津山市街

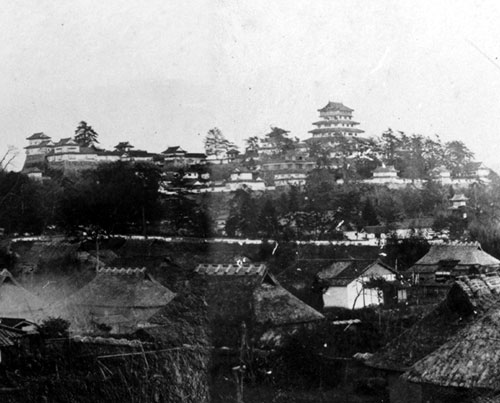
津山城の古写真（明治初頭、撮影：松平国忠）

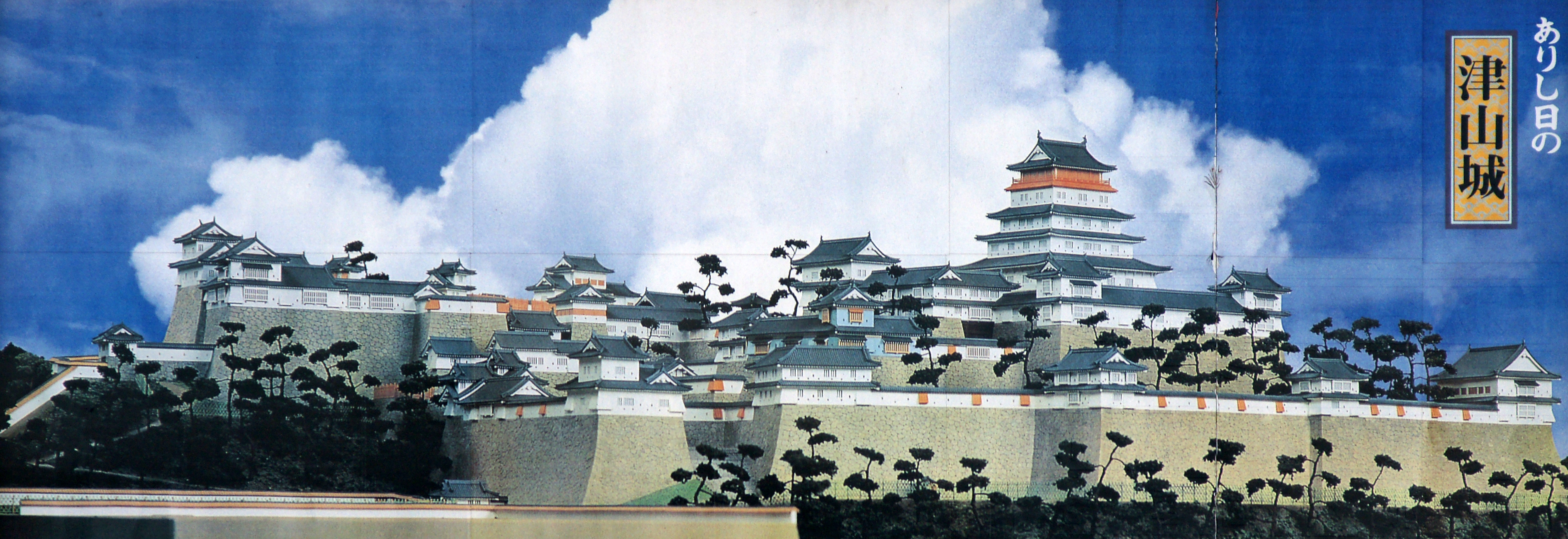
在りし日の津山城の絵画

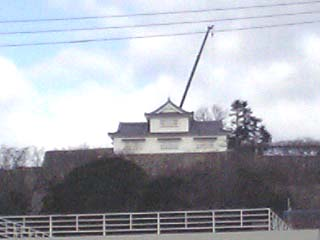
建設中の備中櫓

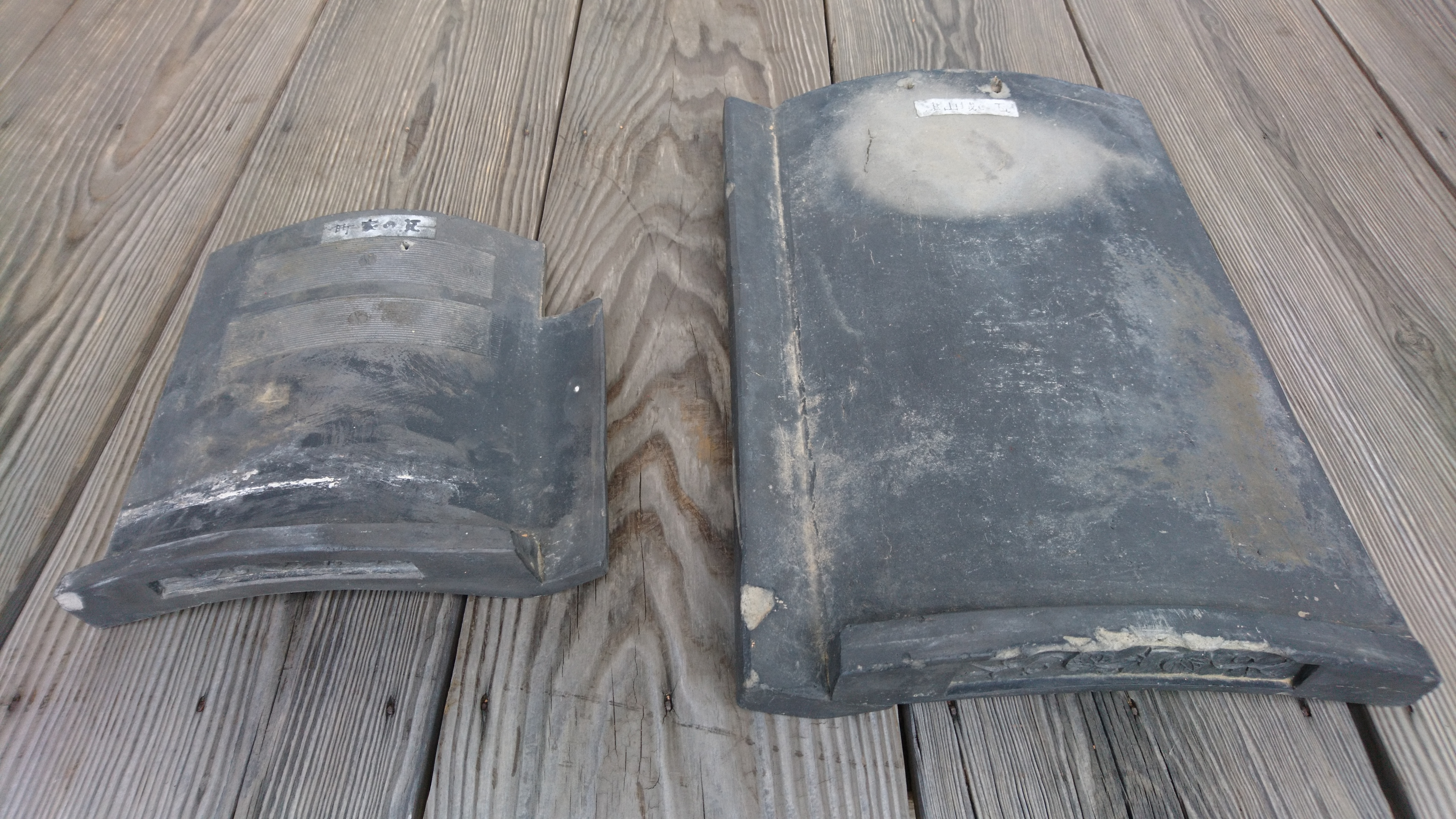
右：津山城の約140年前の瓦（左：城下の町家の瓦。箕作阮甫旧宅にて展示）

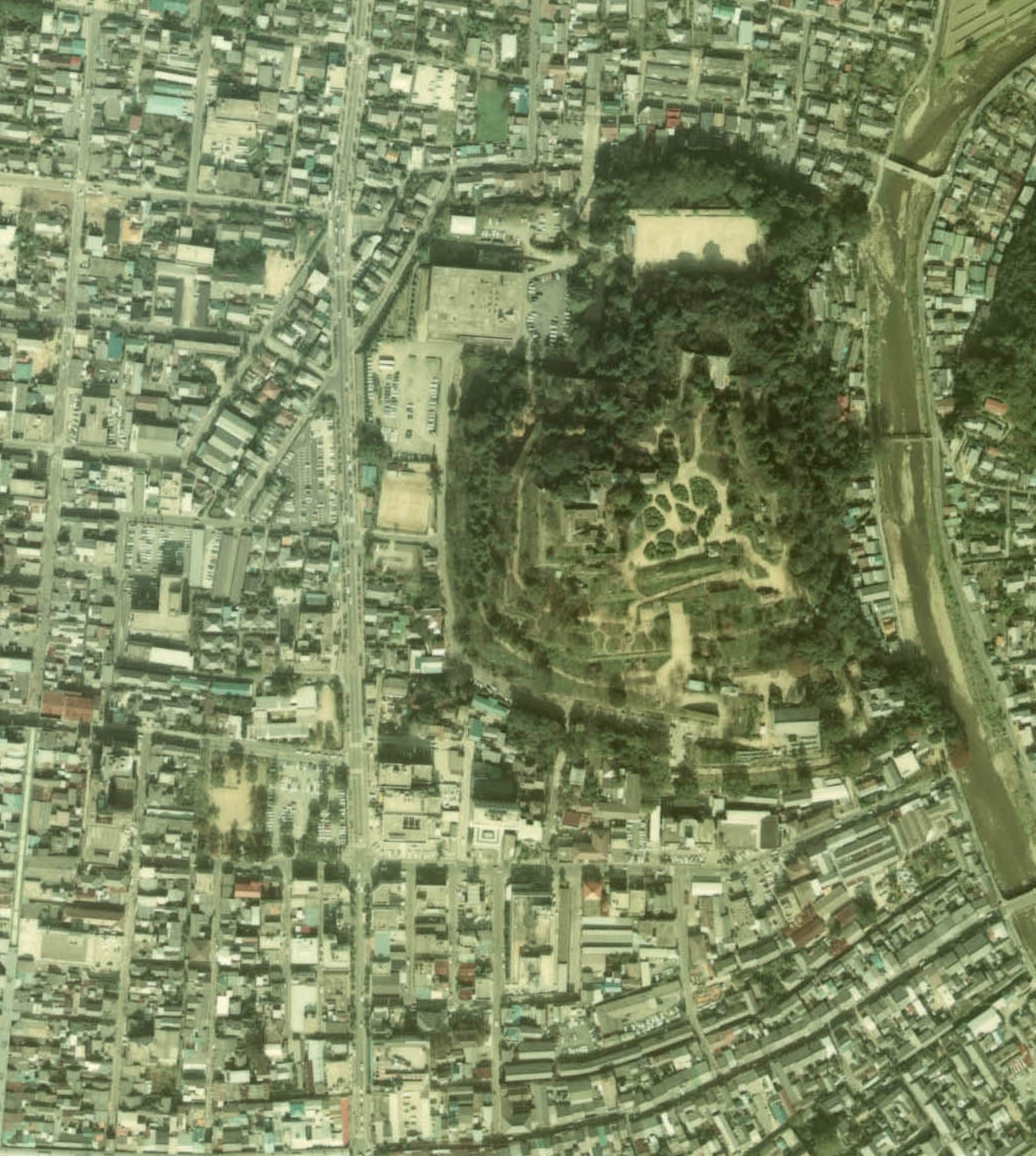
津山城の空中写真（1976年（昭和51年））
主要部のステレオ写真はこちら

津山城（つやまじょう）は、美作国 苫田郡（のち西北条郡）津山（現在の岡山県津山市山下）にあった日本の城。別名・鶴山城（かくざんじょう）。城跡は国の史跡に指定されている。津山市は建造物の木造復元など保存計画を行なっている。

## 概要
城郭の形式は梯郭式平山城。日本三大平山城のひとつ。津山盆地の中央部に位置し、城の東部を流れる吉井川支流の宮川及び丘陵の天然の断崖を防御線に取り入れている。城の南部を流れる吉井川とその支流で西部に位置する藺田川（いだがわ）を外郭とし、その内側に城下町の主要部を形成している。
往時は外郭を含めて、広島城の76棟、姫路城61棟をしのぐ77棟の櫓が建ち並び、明治初頭にその様子を撮影した写真が残されている。また、近隣の津山郷土博物館には、文献や古写真に基づいて製作された津山城の復元模型があり、往時の姿を窺うことができる。明治6年（1873年）の廃城令により天守・櫓などの建物が破却され、現在は遺構の石垣や建物の礎石が残り、2002年（平成14年）から2006年（平成18年）までに再建された備中櫓と土塀がある。
現在は鶴山公園（かくざんこうえん）として桜の名所となっており、日本さくら名所100選にも選ばれている。例年4月1日から15日には城跡公園を中心に津山さくらまつりが催される。

### 構造
天守は破風を持たない4重5階地下1階の層塔型天守で、南側に六番門（櫓門）を付属させる複合式平面の天守であるが、天守へは東側の穴蔵入り口から出入りする構造であった。天守台の高さは約3間、穴蔵の高さは11尺5寸、天守建物の全高は約23メートル。平面規模は初重、梁間10間（65尺）、桁行11間（71尺5寸）であった。初重の壁面の四隅には袴形の石落としを付け、各階4重目までに鉄砲狭間と矢狭間を開けた。最上階は明治期の写真では、戸板に覆われている様子が写されており、その下階の4重目は最上階とほぼ同規模に造られていることが寸法からも伺われることであるが、創建当初は外廻縁に高欄を廻らせていた。4重目の屋根は板葺きで、軒出も浅く造られていた。これは、言い伝えによると幕府からの咎を避けるためという。一方、国立公文書館に所蔵されている正保城絵図の『美作国津山城絵図』では天守の傍らに「天守五重高十一間」と注記がある。
| 階数           | 梁間（東西）      | 桁行（南北）      |
| -------------- | ----------------- | ----------------- |
| 5階 （5重）    | 5間（33尺8寸）    | 6間（39尺3寸）    |
| 4階 （4重）    | 5間（33尺6寸）    | 6間（39尺5寸3分） |
| 3階 （3重）    | 6間（41尺2寸）    | 7間（47尺8寸2分） |
| 2数 （2重）    | 8間（50尺8寸7分） | 9間（57尺2寸）    |
| 1階（初重）    | 10間（65尺）      | 11間（71尺5寸）   |
| 地下階（穴蔵） | 4間半             | 5間               |

### 伝承
小倉城の天守を模して造られたともいわれているが、これに関してひとつの伝承がある。小倉城の天守の評判を聞いた森忠政が築城にあたって小倉に家臣の薮田助太夫を派遣した。海に面して築かれた小倉城は海の上から検分できたため、船を出して津山から同行した大工と絵師に天守を見取らせようとしたが、検分していたところを小倉の家中に見つかってしまった。事情を伝え聞いた小倉城主の細川忠興は、薮田一行を城内に招き入れて好きなだけ調査させ図面まで手土産に持たせたという話が伝わっている。
同様の話で慶長8年（1603年）に津山築城に携わっていた大工の保田惣右衛門が小倉城の天守を写して津山に帰ったという伝承がある。ちなみに、小倉城天守の竣工は慶長15年（1610年）である。
また、関連は定かではないが、津山城天守最上階には小倉藩細川家（後の熊本藩細川家）から贈られた西洋風の鐘が明治期まで釣られていた。
森忠政の領する津山に5重の天守が建ったことを知った幕府は、さっそく忠政にこの旨を問い詰め、忠政はとっさに「4重である」と主張したが、幕府は疑いをぬぐえず津山に調査の使者を向かわせた。忠政は急ぎ家臣伴唯利を津山に先回りさせて、天守の4重目の屋根瓦を破棄し「あれは庇（ひさし）であって4重である」と言い切り、難を逃れたと伝えられている。ちなみに、伴唯利は仙術を使って一夜のうちに江戸から津山に到着したという。

## 歴史・沿革

### 室町時代
- 1441年 - 1444年（嘉吉年間）、美作国の守護大名であった山名教清が、一族の山名忠政に現在の津山城のある丘陵（鶴山）に鶴山城を築かせたのが最初である。しかし応仁の乱で山名氏衰退ののち廃城となる。

### 江戸時代
- 1603年（慶長8年）森忠政が18万6千石で入封し津山藩が立藩。同年、現在見られる津山城の築城に着手。また、城地の名を「鶴山」から「津山」に改めた。
- 1616年（元和2年）13年の歳月をかけ完成。天守、櫓、城門などを合わせ80余棟が建ち並ぶ近世城郭となった。
- 1697年（元禄10年）森家断絶。安芸国広島藩主・浅野綱長の預かりとなる。
- 1698年（元禄11年）松平宣富（越前家）が越後国高田藩より10万石で入封。以後、明治4年（1871年）の廃藩置県まで城主となる。
- 1809年（文化6年）火災により本丸御殿焼失。

### 近現代
- 1873年（明治6年）廃城令により大蔵省管理となり競売される。
- 1874年 - 1875年（明治7年 - 明治8年）天守・櫓などの建物がことごとく破却される。四脚門については、美作国一宮の中山神社に移築されたことが、唯一確認されている[8]。
- 1890年（明治23年）腰巻櫓跡石垣の崩落。これを契機に城の保存運動が起こる。
- 1900年（明治33年）城跡は町有化され鶴山公園となる。以後、津山町の管理下のもと保存整備され、桜の木が多数植えられる。
- 1905年（明治38年）三の丸に藩校の修道館を移築し、「鶴山館」と改称する。
- 1936年（昭和11年）姫津線全通記念産業振興大博覧会（3月26日から5月5日まで開催）で模擬天守を建てる。
- 1945年（昭和20年）博覧会模擬天守を空襲の目標とされる危惧により解体。
- 1963年（昭和38年）国の史跡となる。
- 2002年（平成14年）築城400年記念行事の一環として、備中櫓復元工事に着手。平成17年（2005年）完成。
- 2006年（平成18年）天守台南側に太鼓塀を復元。
- 2006年（平成18年）4月6日、日本100名城（67番）に選定された。
- 2013年（平成25年）天守台に創建当時の天守外観を模した1/2規模の模擬施設を期間限定で設置[9][10][11][12]。

## 整備計画
昭和63年、津山市によって「史跡津山城跡保存整備計画」が策定された。平成10年度から平成29年度までの予定で復元・石垣修復・通路や樹木の整備などが行われた。
第一期
本丸曲輪周辺の虎口の整備、本丸五番門南の石垣、天守曲輪北腰石垣を修復した。
備中櫓を復元した。
鶴山球技場・鶴山動物園を撤去し整備した。
第二期
第一期中に実施できなかったもの、追加の整備を行った。

## 画像集

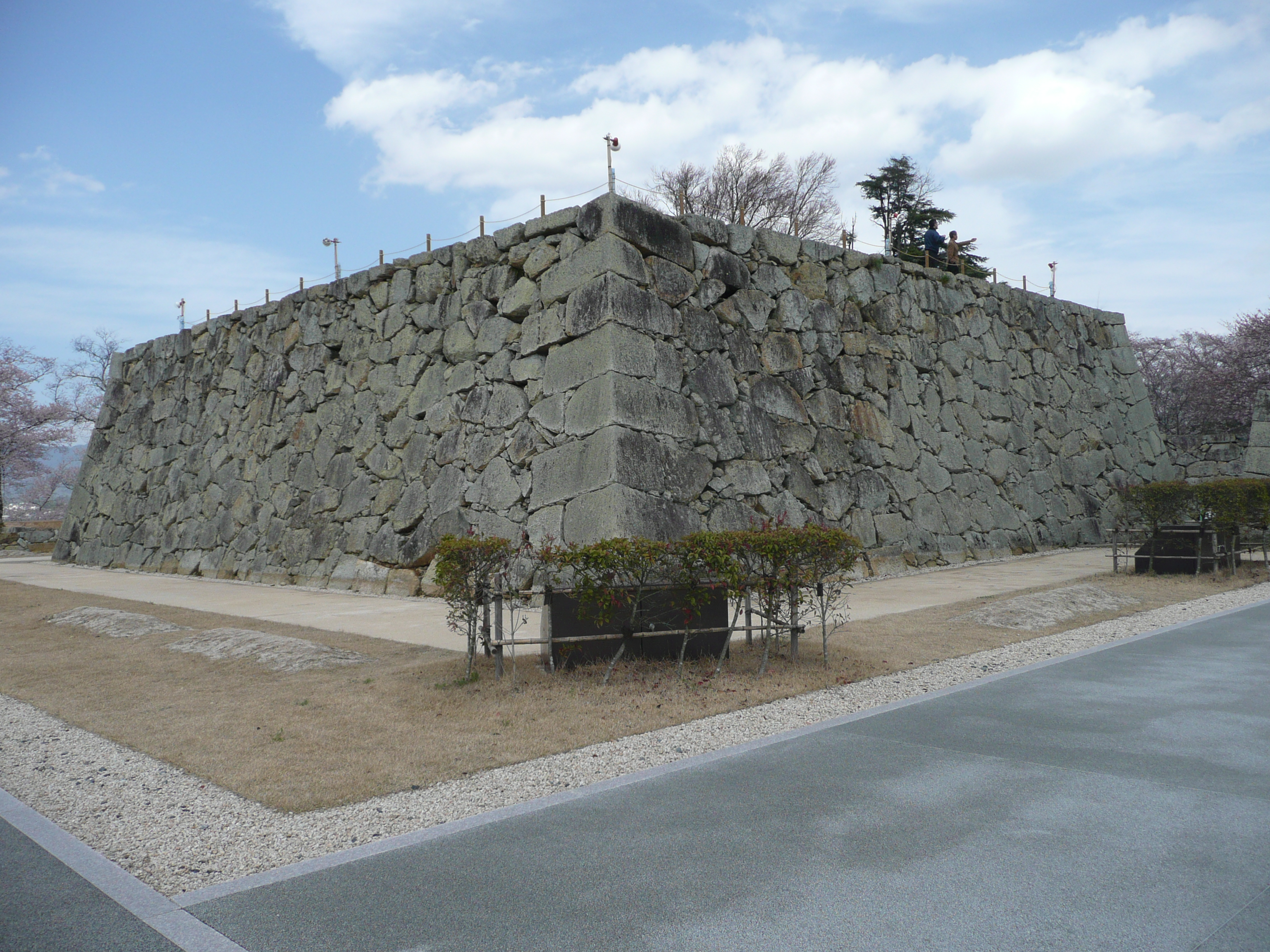
天守台
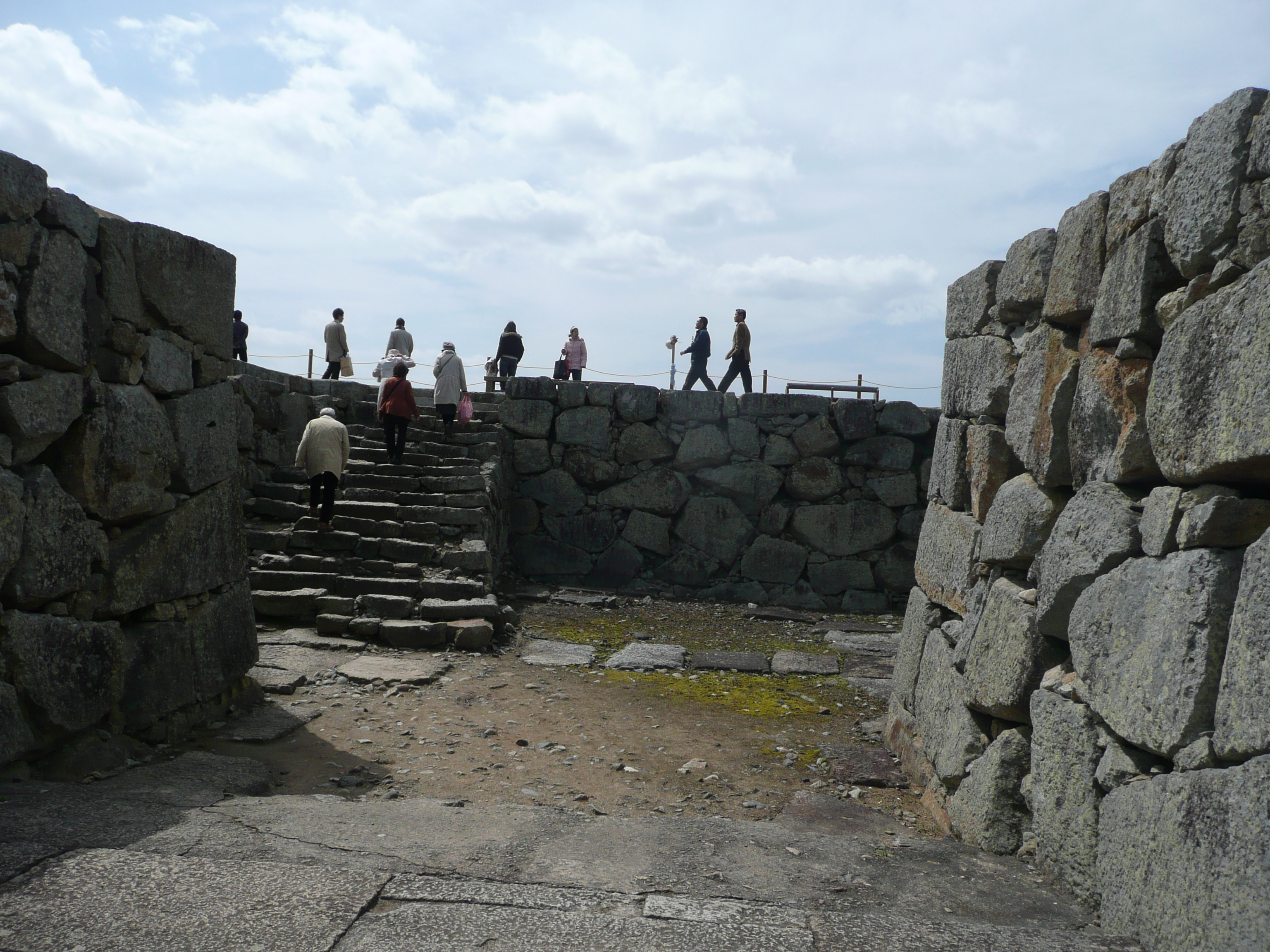
天守台内部
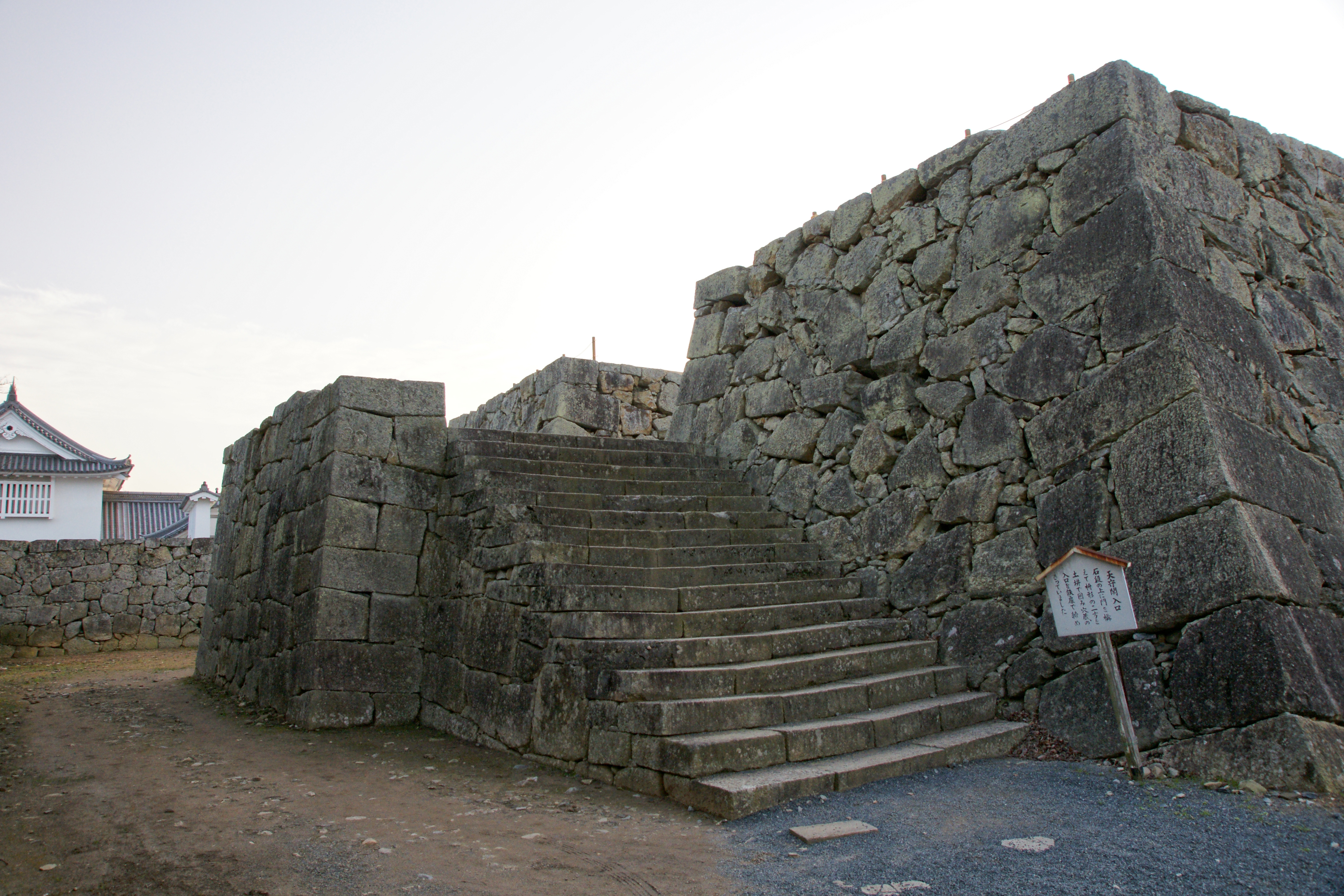
天守台の入口
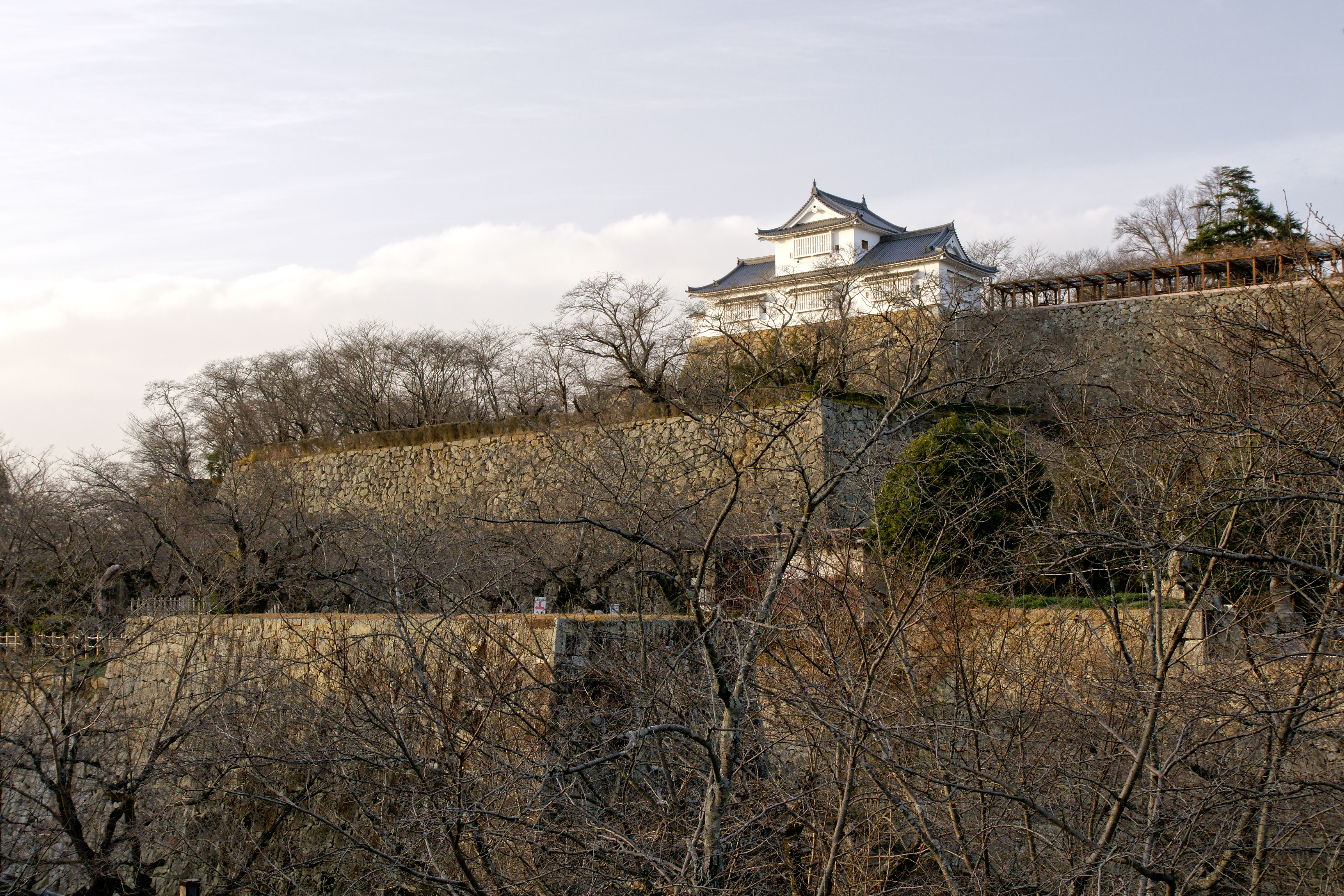
石垣
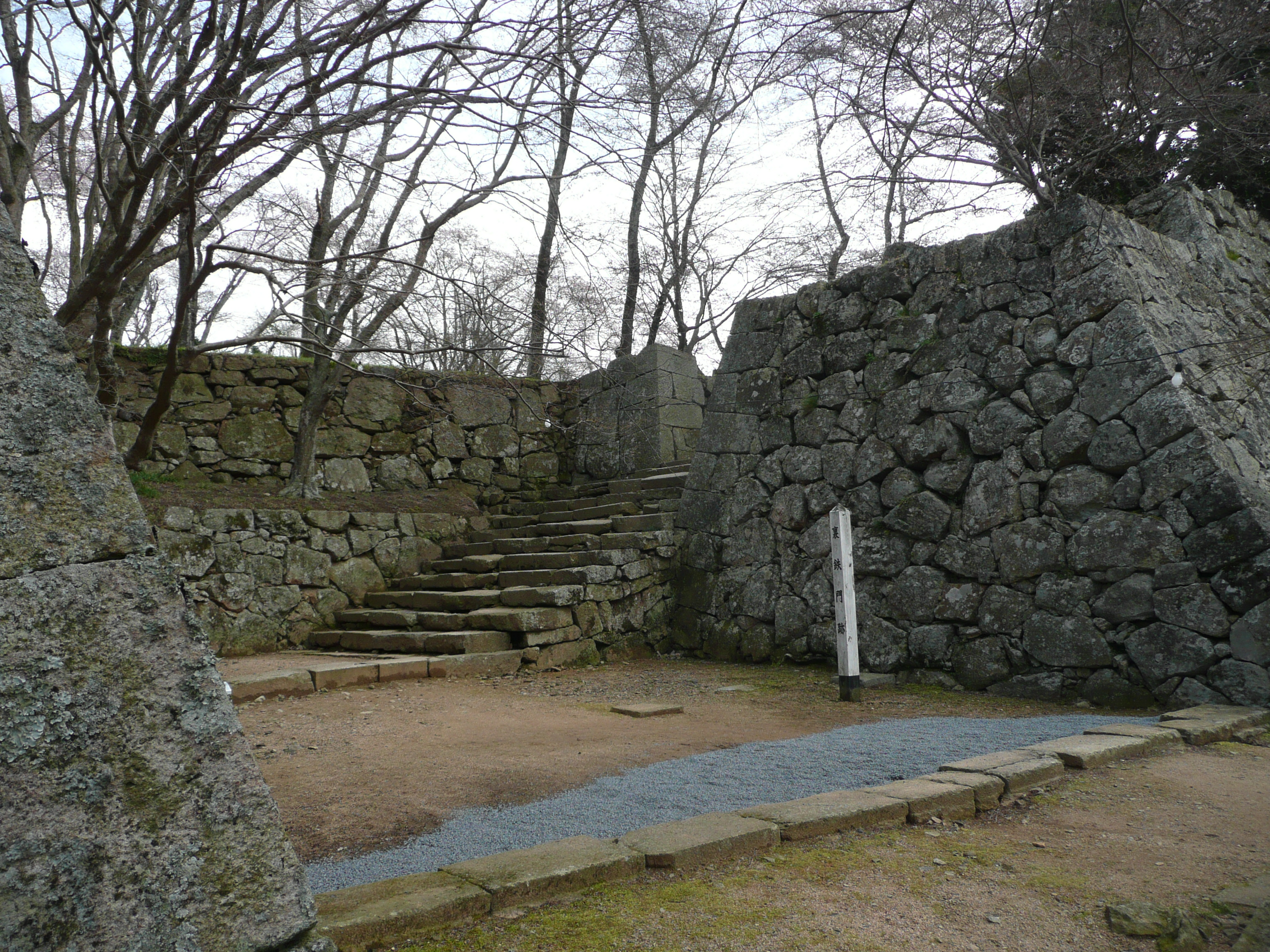
裏鉄門跡
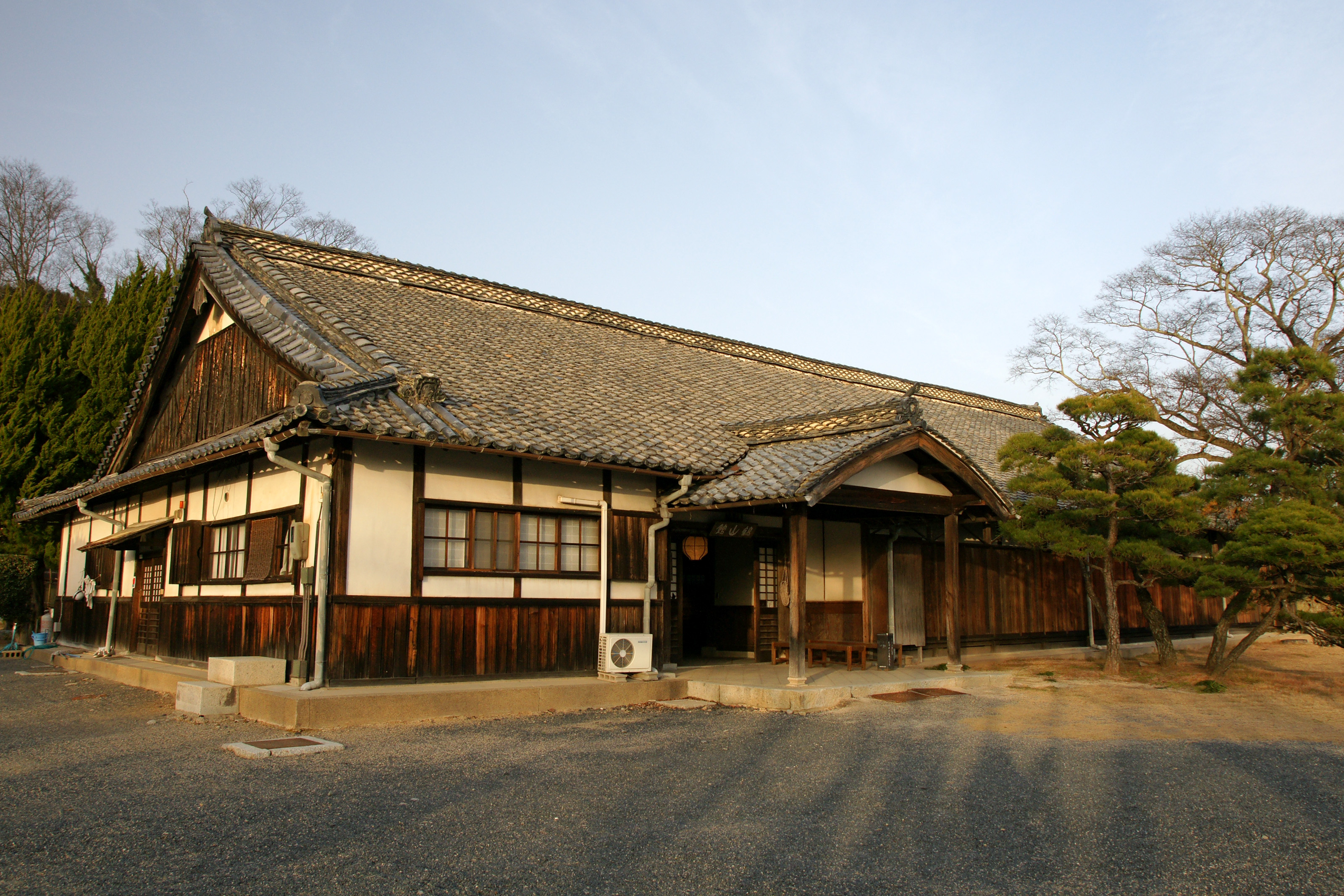
鶴山館
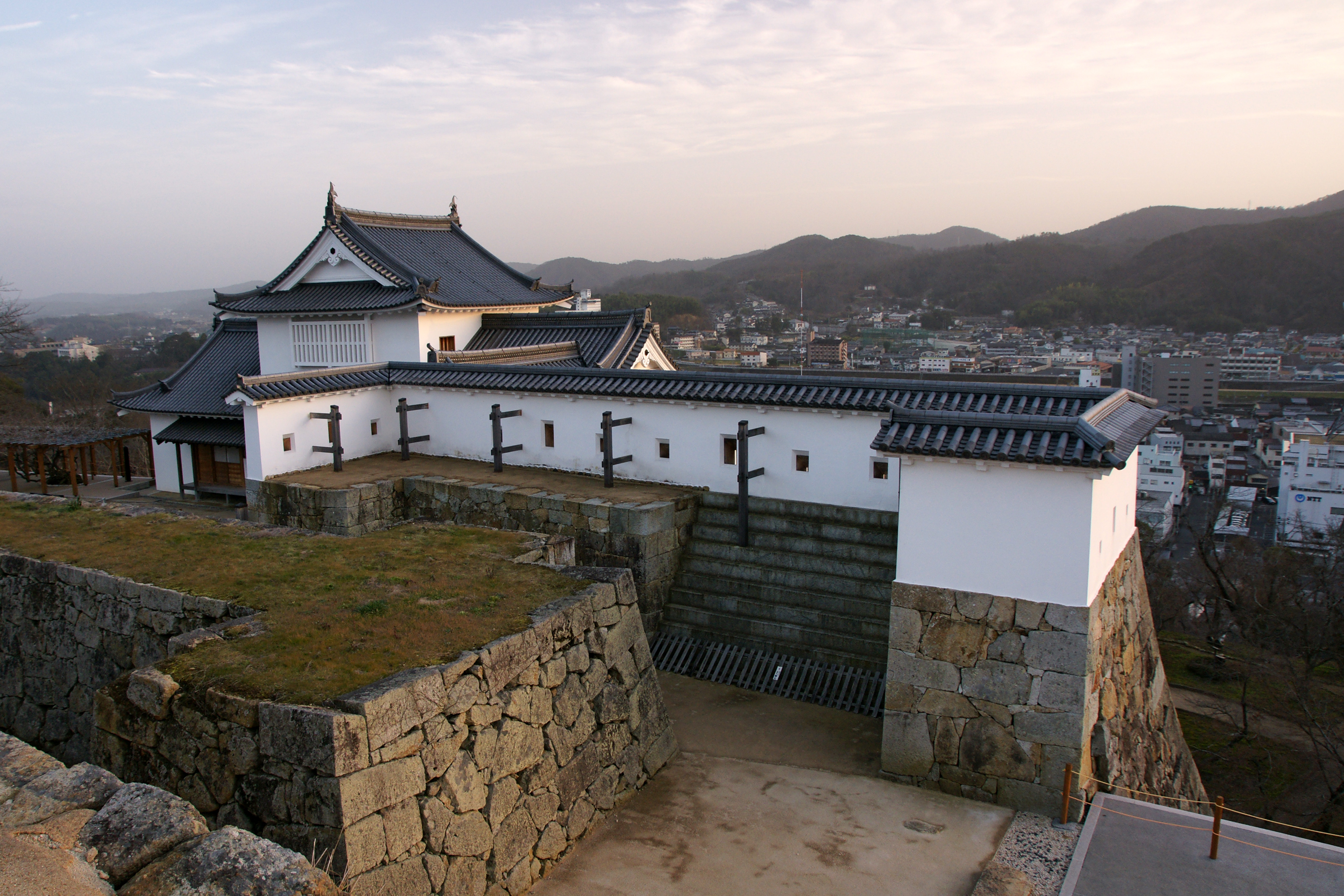
天守台から見る備中櫓
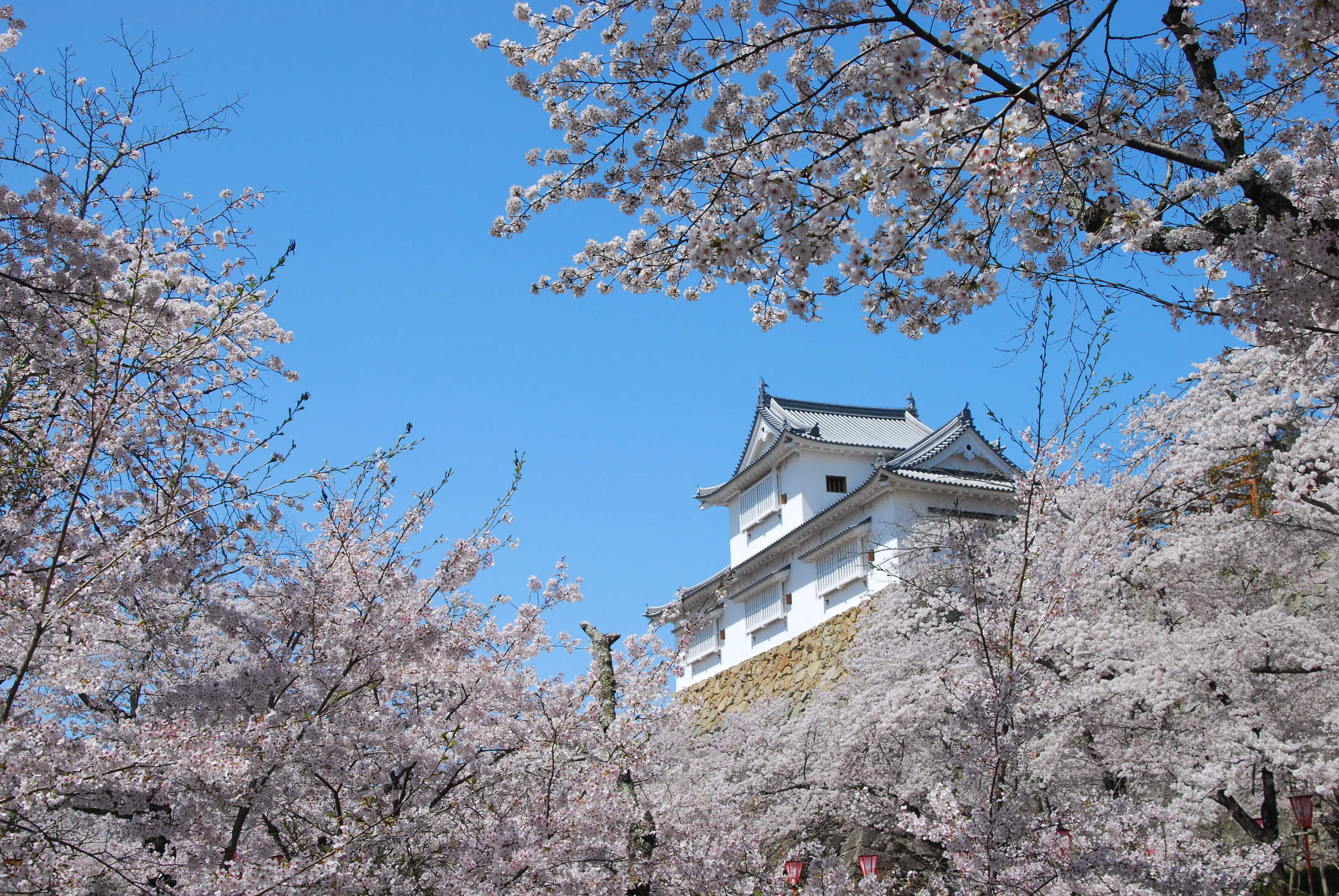
備中櫓と桜
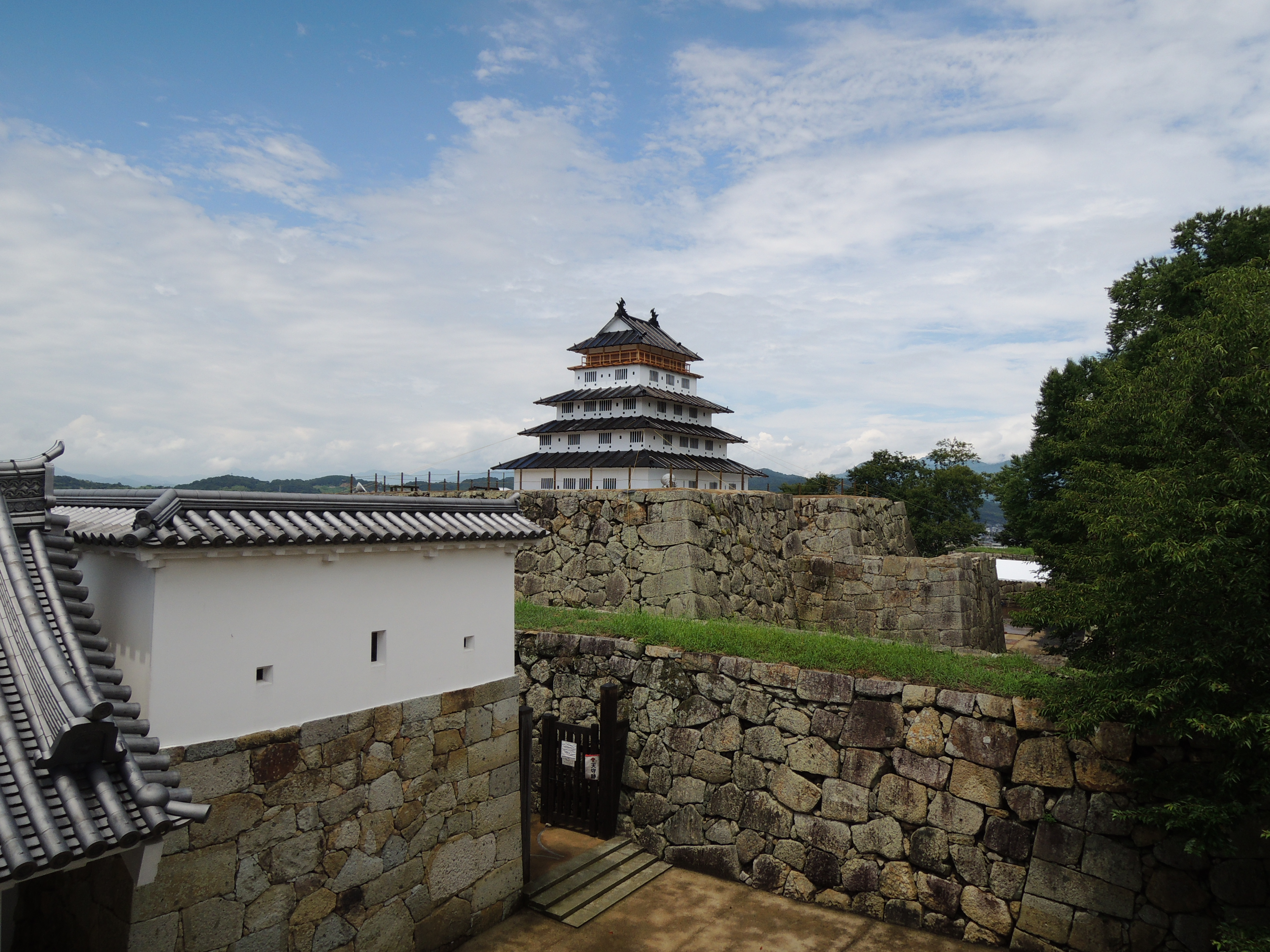
備中櫓から見る模擬天守

## 現地情報
城跡は鶴山公園（かくざんこうえん）として整備されている。入園は有料。

## アクセス
- JR姫新線・津山線 津山駅から徒歩で約15分。
- 中国自動車道 津山インターチェンジまたは院庄インターチェンジから約15分。

## 参考資料
- 西ヶ谷恭弘 編『定本 日本城郭事典』秋田書店、2000年。ISBN 4-253-00375-3。
- 『史跡 津山城跡』 津山市教育委員会作成パンフレット
- 『津山城跡（鶴山公園）・衆楽園』 現地配布冊子